# Proctophyllodidae
Proctophyllodidae är en familj av spindeldjur. Proctophyllodidae ingår i ordningen kvalster, klassen spindeldjur, fylumet leddjur och riket djur.
Kladogram enligt Dyntaxa:
| Proctophyllodidae | \| \| Joubertophyllodes \| \| \| \| \| \| Proctophyllodes \| \| \| \| |
|                   | \| \| Joubertophyllodes \| \| \| \| \| \| Proctophyllodes \| \| \| \| |
|                   | Joubertophyllodes                                                     |
|                   |                                                                       |
|                   | Proctophyllodes                                                       |
|                   |                                                                       |